# بيج لورانس
بيج لورانس هي متزلجة فنية كندية، ولدت في 22 فبراير 1990 في Kipling, Saskatchewan ‏ في كندا.

## وصلات خارجية
- بيج لورانس على موقع الاتحاد الدولي للتزلج (الإنجليزية)
- بيج لورانس على موقع أوليمبيديا (الإنجليزية)